# Spider-Man 3
Spider-Man 3 je americký akční sci-fi film z roku 2007, který natočil Sam Raimi. Snímek vychází z komiksů o superhrdinovi Spider-Manovi, vydávaných vydavatelstvím Marvel Comics, a je sequelem filmu Spider-Man 2 z roku 2004. V titulní roli se opětovně představil Tobey Maguire. Do amerických kin byl film, jehož rozpočet činil 258 milionů dolarů, uveden 4. května 2007, přičemž celosvětově utržil 890 871 626 dolarů. Původně připravovaný navazující snímek Spider-Man 4, plánovaný na rok 2011, byl v roce 2010 zrušen. Filmová série o Pavoučím muži se místo toho dočkala v roce 2012 rebootu v podobě filmu Amazing Spider-Man.

## Příběh
Peter Parker plánuje požádat Mary Jane Watsonovou o ruku, která právě odehraje svůj broadwayský muzikálový debut. Na schůzce v Central Parku spolu sledují meteorický roj. Malý meteorit spadne nedaleko nich a na Zemi se tak dostane mimozemský černý symbiont.
Ve stejné době utíká z vězení Flint Marko. Když se snaží schovat před policií, spadne do experimentálního urychlovače částic, který smíchá jeho částice s okolním pískem. Tím se z něj stane Sandman.
Harry Osborn již ví, že Peter Parker je Spider-Man, kterého viní za smrt svého otce. Pokusí se ho napadnout, ale poraní si hlavu a ztratí krátkodobou paměť.
V době festivalu oslavujícím Spider-Mana vyloupí Sandman transportní bankovní vůz. Spider-Man tomu nedokáže zabránit, navíc později zjistí, že vrahem strýčka Bena Parkera byl právě Flint Marko a původní pachatel, který již zemřel, byl jen komplicem. Peter tak začne plánovat pomstu. Ve spánku se s ním ale spojí černý symbiont, který jej sledoval domů. Po probuzení mladík zjistí, že jeho oblek Spider-Mana je černý a že vzrostly jeho schopnosti. Symbiont však také posiluje arogantní a nenávistnou Peterovu stránku.
Při své pomstě se střetne se Sandmanem a zjistí, že jeho slabinou je voda. Tím ho porazí.
Kariéra Mary Jane kvůli nelichotivým recenzím stagnuje, avšak Peter je zahleděn jen sám do sebe, proto dívka hledá pochopení u Harryho. Poté, co se Harry uzdraví ze ztráty paměti, zmanipuluje Mary Jane, aby se s Peterem rozešla. Ta poté začne chodit s Harrym, čímž dosáhl svého cíle pokořit Petera.
Spider-Man se kvůli tomu rozzuří a díky symbiontem posílenému hněvu se pomstí Harrymu v nelítostném souboji. Peter také v novinách oznámí, že jeho rival, fotograf Eddie Brock, falšoval fotografie, na kterých ukazoval Spider-Mana jako zločince. Kvůli tomu Brocka vyhodí z práce. Mezitím se Sandman zotaví z boje se Spider-Manem.
Peter se snaží, aby Mary Jane žárlila, a tak pozve kamarádku Gwen Stacyovou do klubu, kde jeho bývalá přítelkyně pracuje. Když si to Gwen uvědomí, odejde, zatímco Peter a Mary Jane se pohádají. Parker se poté popere s vyhazovači a nešťastně udeří i Mary Jane. Tím zjistí, že symbiont přebírá vládu nad tělem. Chce se ho zbavit, což učiní v kostele díky zvuku zvonů. Symbiont se poté spojí s Eddiem Brockem, který se ve stejné době modlí v kostele za Peterovu smrt. Tím se z Brocka stane Venom, který poté vyhledá Sandmana a nabídne mu spolupráci proti Spider-Manovi.
Sandman a Venom zajmou Mary Jane. Peter požádá o pomoc Harryho, který odmítne, a tak se ji vydá zachránit sám. Harry se mezitím od svého sluhy dozví, že jeho otec se skutečně snažil Petera zabít a čepel, která ho probodla, patřila k jeho kluzáku. Peter svádí boj se svými nepřáteli, a když už se blíží porážka a smrt Spider-Mana, tak mu pomůže Harry. Společně zachrání Mary Jane a dokážou porazit i Sandmana. Když dochází na konečný souboj se samotným symbiontem, tak je Harry smrtelně raněn, neboť se obětoval pro Petera, kterého se Venom pokusil zabít. Peter nakonec dokáže zvítězit a symbiont společně s Eddiem Brockem zemřou. Po boji řekne Flint Marko Peterovi, že smrt strýčka Bena byla nehoda a že sháněl peníze pouze na léčbu své nemocné dceři. Peter mu odpustí. Nakonec umírá v náručí Petera a Mary Jane i samotný Harry, který řekne Peterovi, že bude vždycky jeho přítelem.

## Obsazení
- Tobey Maguire (český dabing: Jan Maxián) jako Peter Parker / Spider-Man
- Kirsten Dunst (český dabing: Nikola Votočková) jako Mary Jane Watsonová
- James Franco (český dabing: Filip Švarc) jako Harry Osborn / New Goblin
- Thomas Haden Church (český dabing: Pavel Šrom) jako Flint Marko / Sandman
- Topher Grace (český dabing: Michal Dlouhý) jako Eddie Brock / Venom
- Bryce Dallas Howard (český dabing: Hana Ševčíková) jako Gwen Stacyová
- Rosemary Harris (český dabing: Hana Talpová) jako May Parkerová
- J. K. Simmons (český dabing: Jiří Plachý) jako J. Jonah Jameson
- James Cromwell (český dabing: Dalimil Klapka) jako kapitán George Stacy
- Theresa Russell (český dabing: Miriam Chytilová) jako Emma Marková
- Dylan Baker (český dabing: Zbyšek Pantůček) jako doktor Curt Connors
- Bill Nunn (český dabing: Jiří Hromada) jako Joseph „Robbie“ Robertson
- Bruce Campbell (český dabing: Pavel Soukup) jako vrchní číšník
- Elizabeth Banks (český dabing: Dana Batulková) jako Betty Brantová
- Ted Raimi (český dabing: Tomáš Borůvka) jako Hoffman
- Perla Haney-Jardine (český dabing: Johana Krtičková) jako Penny Marková

## Přijetí

### Tržby
V severoamerických kinech utržil snímek Spider-Man 3 během prvního dne 59 milionu dolarů. Nasazen byl v rekordním počtu 4252 kin. Celkově utržil film v Severní Americe 336 530 303 dolarů a v ostatních zemích 554 341 323 dolarů. Celosvětové tržby tedy činily 890 871 626 dolarů. Stal se tak komerčně nejúspěšnějším filmem z Raimiho trilogie o Spider-Manovi.
V České republice byl film uveden do kin distribuční společností Falcon. Za první promítací víkend zhlédlo film 46 721 diváků, kteří nechali v kinech přibližně 5,4 milionů korun. Celkově snímek v ČR utržil přibližně 19,6 milionů korun.

### Filmová kritika
Server Kinobox.cz dal snímku Spider-Man 3 hodnocení 67 %, založené na 16 českých a slovenských recenzích. Server Rotten Tomatoes udělil filmu známku 6,2/10 (na základě 249 recenzí, z nichž 156 bylo spokojených, tj. 63 %). Od serveru Metacritic dostal film 59 bodů ze 100 (na základě 40 recenzí).